# Dinastia XVI d'Egipte
La dinastia XVI fou una dinastia de faraons que va governar l'antic Egipte, datada entre vers 1645 i 1580 aC; és una de les dinasties més enigmàtiques de l'antic Egipte.
Es considera, en general, que fou una dinastia vassalla dels hicsos que va governar a Tebes, o bé una dinastia egípcia independent que va governar a Tebes, que fou dominada finalment pels hicsos en temps del faraó Khyan. Aquesta darrera és la teoria més moderna i la més acceptada actualment, a manca d'altres dades. Va governar, en tot cas, simultàniament a una dinastia que tenia capital a Abidos. La seva continuïtat o no de la dinastia XIII és, a hores d'ara, totalment incerta, però s'ha cregut detectar la presència a Tebes d'oficials de la dinastia memfita (XIII), la qual cosa n'hauria donat la continuïtat entre ambdues.
El papir de Torí té 15 línies per a la dinastia, amb 7 noms parcialment visibles i bastants buits. Els que es poden llegir són:
- Sekhemresementawy (Djehuty)
- Sekhemresewosretawy (Sobekhotep VIII)
- Sekhemresankhtawy (Neferhotep III)
- Sankhenre (Mentuhotep VI)
- Sewadjenre Nebiryraw I
- Nebiryraw II
- Semenre (o Smenre)
- Sewoserenre (Bebiankh)
- Sekhemre-Shedwaset.

Segueixen cinc noms que no es poden llegir, però que són coneguts per altres fonts i que corresponen a la part final de la dinastia:
- Dedumose I
- Dedumose II
- Montuemsaf
- Mentuhotep VII
- Senusret IV (Sesostris IV)

Manetó diu que els hicsos van envair Egipte sota Salitis, quan regnava Dedumose I, i la invasió està datada vers el 1650-1640 aC; els primers set reis, si foren anteriors a Dedumose, haurien de ser anteriors a aquesta data, però, de fet, Dedumose I també va poder ser anterior, tot i que, en general, es pensa que els cinc reis són de la darrera part de la dinastia. És possible que Manetó es refereixi a la invasió de Tebes i no de l'Egipte del nord. Altres autors els situen en la dinastia XIII i situen el regnat de Dedumose vers el 1660 aC.
Altres reis coneguts dels quals no es pot establir a quina dinastia pertanyen, que podrien correspondre a la dinastia XIII, a la XIV, a la XVI, o a la d'Abidos i alguns potser fins i tot a la XVII:
- Pepi III
- Nebmaatre
- Nikare II
- Aahotepre
- Aaneterire
- Nubankhre
- Nubuserre
- Khauserre
- Khamure

La dinastia XVII, amb seu a Tebes, lentament va acumular recursos i forces per expulsar els hicsos i iniciar la reunificació del país.